# Yatesville (Géorgie)
Pour les articles homonymes, voir Yatesville.
Yatesville est une ville américaine située dans le comté d'Upson, en Géorgie. Selon le recensement de 2020, sa population est de 394 habitants.